# تفسیربه‌رأی
تفسیر به رای یعنی تفسیر قرآن بر خلاف موازین علم لغت و ادبیات عرب و فهم اهل زبان و تطبیق دادن آن بر پندارها و خیالات باطل و تمایلات شخصی و گروهی، یعنی تفسیری که در آن مفسر آیات قرآن را بر اساس نظر و عقیده خویش تفسیر نماید. تفسیربه‌رأی بر اساس نوشته راغب اصفهانی در «المفردات» یعنی: «رأی به معنی عقیده ای است که ظنّ و گمان در آن غلبه دارد.»
یکی از معانی «تفسیر به رأی» این است که مفهوم جمله ای را آنچنان‌که قواعد ادبی و لغت اقتضاء می‌کند، بپذیریم ولی در تطبیق آن بر مصادیق، مرتکب تحریف شویم؛ و چیزی که مصداق آن نیست، بر طبق سلیقه شخصی خود مصداق آن قرار دهیم
احادیثی در نهی از تفسیر به رأی در کتب حدیث و تفسیر از پیامبر اسلام و امامان وارد شده است؛ مانند: (من فسر القرآن برآیه فلیتبواء مقعده من النار) هر کسی که قرآن را با رأی خویش تفسیر نماید پس جایگاه خود در آتش را آماده نماید.

## نظرات دربارهٔ تفسیر به رأی
1. تفسیر نمودن قرآن بدون آگاه بودن علومی که مقدمات تفسیر محسوب می‌شوند.
2. تفسیر متشابهات که جز خدا کسی از آن آگاهی ندارد.
3. تطبیق نظر مذهب خویش با قرآن.
4. استناد مطلبی به خدا بدون دلیل.
5. تفسیر قرآن بر اساس هوا هوس واستحسان.
6. در نظر نگرفتن ظواهر الفاظ و قراین در تفسیر.
7. (بر اساس طرفداران حصر تفسیر به تفسیر نقلی): هر نوع تفسیر بر اساس غیر سماع و روایت.
8. وارد شدن به تفسیر با پیش زمینه فرض خاص و دخالت آن پیش فرض در تفسیر.
9. تأویل باطلی که مستند به دلیل قطعی و یقینی نباشد.
10. (براساس نظر کسانی که «تفسیر قرآن به قرآن» را تنها روش درست تفسیر می‌دانند): استمداد از غیر قرآن در فهم و بیان معانی و مقاصد قرآن.

## نمونه‌هایی از تفسیر به رأی
- آیه (یحمل عرش ربک فوقهم یومئذ ثمانیة)[۴] اخوان الصفا بر اساس هیئت بطلمیوسی آیه را تفسیر می‌نمایند، وعرش را افلاک هشتگانه می‌دانند.
- آیه (فهم فی روضة یحبرون)(آنان در بهشتی، شاد و مسرورند)[۵] لطائف الاشارات قشیری یحبرون را به سماع صوفیه تفسیر نموده.
- تفسیرهای التقاطی: برخی گروهای سیاسی گرایشهای فکری وسیاسی خود را در تفسیر آیات اعمال می‌نمایند.

تفسیر سوسیالیستی از سوره ناس: بگو پناه می‌برم به سررشته دار مردم، زمامدار مردم، ایدئال مردم (جامعه سوسیالیست مدنی)، از شر نظام افسونگر که در سینه مردمان می‌دمد،
- تفسیر سوره فلق: بگو پناه می‌برم به نوزایی قوانین، سررشته دار سپیده دمان، (سپیده انقلاب)، از شر آنچه کهنه شده است. (ماخلق) از شر نظامی که هستی انسانها را فرا می‌گیرد. از شر قدرتهای افسونگر و دمنده در گره اراده خلق با وسایل تبلیغی.

## تفاوت تفسیر به رأی باتفسیر اجتهادی
چنان‌که از موارد استعمال آن استفاده می‌شود، به معنی درک عقلانی نیست، بلکه تفسیر به عقیده و سلیقه شخصی است یا تفسیر به گمان و پندار و تخمین است. وبا تفسیر اجتهادی تفاوت می‌نماید. 